# Futbol als Jocs Olímpics d'estiu de 1996
Als Jocs Olímpics d'Estiu de 1996 celebrats a la ciutat d'Atlanta (Estats Units d'Amèrica) es disputaren dues proves de futbol, una en categoria masculina i una altra en categoria femenina. Aquesta fou la primera vegada que aquest en categoria femenina entrà a formar part del programa olímpic.
La competició de futbol es realitzà entre els dies 20 de juliol i 3 d'agost de 1996 entre les ciutats de Birmingham, Washington, D.C, Orlando, Miami i Athens.

## Comitès participants
Hi participaren un total de 386 futbolistes, entre ells 263 homes i 123 dones, de 21 comitès nacionals diferents:
|  | Categoria masculina - Aràbia Saudita - Argentina - Austràlia - Brasil - Corea del Sud - Espanya - Estats Units - França - Hongria - Itàlia - Japó - Ghana - Mèxic - Nigèria - Portugal - Tunísia |  | Categoria femenina - Alemanya - Brasil - Dinamarca - Estats Units - Japó - Noruega - Suècia - R.P. de la Xina |

## Resum de medalles
| Prova                  | Or | Argent | Bronze |
| Futbol masculí Detalls | NigèriaDaniel Amokachi · Emmanuel Amunike · Tijani Babangida · Celestine Babayaro · Emmanuel Babayaro · Teslim Fatusi · Victor Ikpeba · Dosu Joseph · Nwankwo Kanu · Garba Lawal · Abiodun Obafemi · Kingsley Obiekwu · Uche Okechukwu · Jay-Jay Okocha · Sunday Oliseh · Mobi Oparaku · Wilson Oruma · Taribo West | ArgentinaMatías Almeyda · Roberto Ayala · Christian Bassedas · Carlos Bossio · Pablo Cavallero · José Chamot · Hernán Crespo · Marcelo Delgado · Marcelo Gallardo · Claudio López · Gustavo López · Hugo Morales · Ariel Ortega · Pablo Paz · Héctor Pineda · Roberto Sensini · Diego Simeone · Javier Zanetti | BrasilDida · Zé María · Aldair · Ronaldo · Flávio Conceição · Roberto Carlos · Bebeto · Amaral · Juninho · Rivaldo · Sávio · Danrlei · Narciso · André Luiz · Zé Elias · Marcelinho Paulista · Luizão · Ronaldo Guiaro |
| Futbol femení Detalls  | Estats UnitsMichelle Akers · Brandi Chastain · Joy Fawcett · Julie Foudy · Carin Gabarra · Mia Hamm · Mary Harvey · Kristine Lilly · Shannon MacMillan · Tiffeny Milbrett · Carla Overbeck · Cindy Parlow · Tiffany Roberts · Briana Scurry · Tisha Venturini · Staci Wilson                                        | XinaChen Yufeng · Fan Yunjie · Gao Hong · Liu Ailing · Liu Ying · Shi Guihong · Shui Qingxia · Sun Qingmei · Sun Wen · Wang Liping · Wei Haiying · Wen Lirong · Xie Huilin · Yu Hongqi · Zhao Lihong · Zhong Honglian                                                                                          | NoruegaAnn Kristin Aarønes · Agnete Carlsen · Gro Espeseth · Tone Gunn Frustøl · Tone Haugen · Linda Medalen · Merete Myklebust · Bente Nordby · Anne Nymark Andersen · Nina Nymark Andersen · Marianne Pettersen · Hege Riise · Brit Sandaune · Reidun Seth · Heidi Støre · Tina Svensson · Trine Tangeraas · Kjersti Thun |

## Medaller
| Posició | País            | Or | Argent | Bronze | Total |
| 1       | Estats Units    | 1  | 0      | 0      | 1     |
| 1       | Nigèria         | 1  | 0      | 0      | 1     |
| 3       | Argentina       | 0  | 1      | 0      | 1     |
| 3       | R.P. de la Xina | 0  | 1      | 0      | 1     |
| 5       | Brasil          | 0  | 0      | 1      | 1     |
| 5       | Noruega         | 0  | 0      | 1      | 1     |